# Кружиліха
«Кружиліха» — радянський художній двосерійний телефільм 1975 року, знятий Головною редакцію літературно-драматичних програм.

## Сюжет
За мотивами однойменного роману Віри Панової. Дія відбувається на великому оборонному заводі в кінці Великої Вітчизняної війни і в перші місяці після перемоги. Війна звела на Кружиліхі, так називається завод, людей дуже різних, але їх об'єднує прагнення допомогти фронту, зробити все для перемоги. Закінчується війна, налагоджується мирне життя, і герої телефільму знаходять у ньому своє місце, своє щастя.

## У ролях
- Костянтин Захаров — Олександр Листопад
- Армен Джигарханян — Рябухін
- Євгенія Уралова — епізод
- Тетяна Жукова-Кіртбая — Марійка
- Іван Соловйов — епізод
- Лідія Сухаревська — Маргарита Валеріанівна
- Валерій Зотов — Уздєчкін
- Михайло Владимиров — Лукашин
- Інна Кондратьєва — Маріанна
- Антоніна Богданова — мати Листопада
- Наталія Громова — Ліда
- Костянтин Кравинський — Толя
- Юрій Волков — перший секретар
- Лев Любецький — Вєдєнєєв

## Знімальна група
- Режисери — Костянтин Антропов, Олег Лебедєв
- Сценаристи — Ісай Константинов, А. Лойко
- Оператор — Борис Рогожин